# Сражение под Крушиной
Сражение под Крушиной— крупное сражение произошедшее 16 (28) августа — 17 (29) августа 1863 года между правительственными войсками и польскими повстанцами в ходе Январского восстания в Польше.

## Предыстория
После поражения русского эскадрона в бою под Сендзеёвицами 14 (26) августа 1863 года против отряда Тачановского были высланы значительные силы регулярных войск, что заставило его в ночь на 16 (28) августа отойти из Сендзиёвиц в направлении деревни Крушина. Его отряд на тот момент насчитывал около 2000 человек, среди них было всего 600 стрелков с ружьями, под командованием майора Францишека Коперницкого, около 1.300 конных воинов, и ещё около 200 косиньеров. Большая часть мятежников закрепилось в окрестностях деревни.

## Сражение
В тот же день Точановский узнал, что из Ченстохова выехал эскадрон из 40 казаков под командованием капитана де Вите с намерением закрепиться в Петрокове. Точановский немедлянно приказал разгромить русский отряд. В результате внезапного нападения мятежников казаки понесли потери и были вынуждены отступить в деревню Конецполь, откуда по телеграфу де Вите сообщил в штаб русских войск, расположенный в Ченстохова, о значительном скоплении мятежных сил генерала Точановского в районе деревень Крушина и Боровна.
Генерал Тачановский, предвидя прибытие российского подкрепления, ночью 29 августа решил выдвинуться с Крушины до Конецполя. Но наткнулся на неприятеля и, не имея возможности оценить количество русских, начал отступать в северо-восточном направлении. В это время пришло подкрепление для российских войск. Ген. Тачановский отдал приказ об отступлении к Незнанцам и Здровой.
Стрелки и косиньеры подполковника Франтишка Коперницкого стали в боевую линию. В то время русские заняли Витковице и стали между Незнаницами, Яцковом, Льготой Малой и Крушиной.
Бой в Незнаницах продолжался несколько часов. Отряды подполковника Коперницкого атаковали с двух сторон — от Ченстоховы и Кломниц. Не прорвав российской обороны, восставшие отступили к населенному пункту Здрова.
На место боя прибыли две колонны российского подкрепления. Первой командовал полковник Бремсен, командир регулярных войск в Лодзи. Она состояла из двух эскадронов гусар, 60 казаков и отряда артиллеристов (всего ок. 400 солдат). Второй колонной командовал полковник Клот. Она была выслана скорее всего из Ченстоховы или Радоска и состояла из двух рот пехоты и сотни казаков. Колонны вместе с остальными силами окружили восставших. Бригада растворилась в окрестностях. Обозы отряда и некоторое число отступающих повстанцев увязли или утонули в болоте между Викловом и Льготой Малой.

## Последствия
В сражении повстанцы потерпели сокрушительное поражение, потеряв на поле боя более 60 человек убитыми, ещё более сотни ранеными и 54 пленными. Также неизвестное число утонуло во время отступления через болота. Регулярные войска, однако тоже понесли значительные потери - 1 убитый, 11 раненых и 2 пленных офицера младшего звена, которые позже были освобождены по приказу Тачановского в обмен на всех 54 мятежников, плененных в битве.
В начале сентября 1863 года Тачановский, оставив свой отряд под командованием полковника Францишека Коперницкого, покинул территорию Царства Польского, и по заданию ПНП отправился во Францию и Турцию договариваться о поддержке терпящего крах мятежа. Больше никакого прямого участия в восстании он не принимал.